# Lavina na Geieru (2016)
Lavina na Geieru 6. února 2016 byla série lavin, které se sesunuly na hoře Geier (2857 m) v Tuxských Alpách, na území tyrolské obce Wattenberg. Lavina spadla v poledne a zahynulo pod ní 5 Čechů, což z události činí největší lavinové neštěstí českých občanů v zahraničí od května 2009.
Na severovýchodním svahu Geieru nad chatou Lizumer Hütte se před pádem laviny pohybovaly dvě české výpravy – dvanáctičlenná skupina freeridového campu pořádaném společností POWDER s.r.o. rodiny Kaletových a osmičlenná skupina skialpinistů z Prahy. Dvanáctičlenná skupina nejprve vystoupala svahem vzhůru, poté sjela dolů, kde se shromáždila, a znovu začala stoupat směrem k vrcholu Geieru. Mezitím byla předstižena sedmi skialpinisty z druhé skupiny, kteří vystoupali o kousek výš na plošší terén. Poslední člen druhé skupiny měl zdravotní problémy a s odstupem stoupal za nimi. S největší pravděpodobností došlo k uvolnění laviny tzv. na dálku. Lavina zasáhla dvanáctičlennou skupinu a zmíněného jednotlivce. Po pádu primární laviny spadly se sekundovým zpožděním z jiných směrů na to samé místo další asi tři laviny. Jedna z účastnic popisovala, jak ji zasypaly dvě laviny: „Mě ta lavina chytla dokonce dvakrát. Když jsem poprvé to přežila, koukala mi hlava, protože airbagy výborně fungovaly. Ta masa je tak strašně silná, že kdo to neprožil, nepochopí. Pak přišla druhá. Přesto jsem to nějak zvládla, pořád jsem měla hlavu nad povrchem. Takže rukou, kterou jsem si kryla hlavu, jsem si trošku odhrabala obličej, přes hruď, abych mohla dýchat.“ Odtrhová zóna byla široká celkem přes jeden kilometr, ovšem nebyla kontinuální. Oblast odtrhu laviny byla ve výšce kolem 2600 – 2700 m ve velmi až extrémně strmém svahu. Lavina se zastavila zhruba ve výšce 2300 m a nános lavinového sněhu je odhadován až na 5 m. Neštěstí bylo nahlášeno horské službě ve 12:14 h a během pár minut dopravily vrtulníky na místo nehody záchranáře, lékaře, psovody a horské policisty. Několik zasypaných se samo nebo kamarádskou pomocí z laviny dostalo, dalším pomohli záchranáři. Tři lidé byli zasypáni částečně a 10 úplně, z toho 5 lidí bylo vyproštěno mrtvých, další dvě osoby byly zraněny, ostatní vyvázli bez zranění. Všichni účastníci nehody byli perfektně vybaveni, pravděpodobně měli dokonce všichni lavinový batoh. Vyproštění zcela zasypaných obětí bylo z hloubky 1,2 až 3,2 m pod povrchem laviny. Nikdo z vyhrabaných neměl vzduchovou kapsu.
Mezi oběťmi byli oba koučové, kteří vedli freeridový camp – Roman Heczko (*1980) a Filip Paseka (*1979). Podle svědectví účastnice campu byli „oba od začátku velmi profesionální. Veškerá rizika jsme procházeli, mluvili jsme o nich, nacvičovali, zkoušeli. Od samého začátku k tomu přistupovali velmi zodpovědně. Takže jsme cítili, že jsme v rukou dvou velmi zkušených kluků, kteří vědí, co dělají. A rozhodně to nebyli žádní hazardéři. Cestou jsme dělali opakovaně sondou test sněhu, jestli drží.“ Podle Viktora Kořízka, horského vůdce s licencí UIAGM, však vzhledem k aktuální lavinové předpovědi (pro polohy nad 2300 m platil 3. lavinový stupeň nebezpečí znamenající možnost uvolnění lavin při malém dodatečném zatížení, v některých případech i samovolný sesuv lavin), k průběhu počasí (sněžení v předchozích dvou dnech, silný vítr a mráz okolo −10 °C) a k severní expozici svahů, po nichž se skupiny pohybovaly, bylo riziko od samého počátku naprosto neúměrné a terén se uzavíral do smrtícího kotle bez možnosti úniku. Další obětí byl Roman Tyl z horolezeckého oddílu Horyinfo.cz, který byl oním opozdilým skialpinistou z osmičlenné skupiny. Byl asi půl kilometru pozadu se svým psem Čendou a chytil plný zásah laviny, záchranáři ho vyhrabali ze třímetrové hloubky po hodině kopání.